# Joseph-Louis-Claude de Cadoine de Gabriac
Joseph-Louis-Claude de Cadoine, marquis de Gabriac, né le 16 mars 1767 à Paris et décédé le 17 avril 1824, est un officier et un contre-révolutionnaire français. 

## Biographie
Issu d'une famille de la vieille noblesse du Gévaudan, il est le fils de Joseph-François de Cadoine, marquis de Gabriac, lieutenant de roi en Languedoc, et d'Antoinette-Charlotte d'Allard. Il épouse Marie de Celesia, fille du marquis Pietro Paolo Celesia et de Dorothea Mallet, le 20 mai 1790 à Paris. Ils sont les parents d'Ernest de Cadoine de Gabriac.
Il est admis aux Honneurs de la Cour le 24 mars 1789.
Farouche royaliste et parent du prince de Condé, il émigre et devient son aide de camp dans l'Armée des princes, où il se distingue. 
Il finit par rentrer en France, où son fils devient page de Napoléon Ier en 1808.
Il meurt le 17 avril 1824.

## Sources
- Mme Éloffe, Gustave de Reiset, Modes et usages au temps de Marie-Antoinette, Volume 1 , 1885
- Revue historique nobiliaire et biographique, Volume 7, 1872